# Železniška proga Maribor–Prevalje–d. m.
Železniška proga Maribor–Prevalje–državna meja je ena izmed železniških prog, ki sestavljajo železniško omrežje v Sloveniji.
Bila je zgrajena med letoma 1857 in 1863 kot del Koroške proge Južne železnice.
Danes je na 75 km dolgi progi 26 železniških postaj: Maribor, Maribor Tabor, Maribor Studenci, Maribor Sokolska, Marles, Limbuš, Bistrica ob Dravi, Ruše tovarna, Ruše, Fala, Ruta, Ožbalt, Podvelka, Vuhred elektrarna, Vuhred, Sv.Vid, Vuzenica, Trbonjsko jezero, Trbonje, Sveti Danijel, Dravograd, Podklanc, Dobrije, Ravne na Koroškem, Prevalje in Holmec.